# Ejike Uzoenyi
Christantus Ejike Uzoenyi (Aba, 23 de março de 1988) é um futebolista nigeriano que atua como meio-campista.

## Carreira
Foi revelado pelo Enyimba, onde atuou entre 2005 e 2008, ano em que se transferiu para o Enugu Rangers. Sem espaço nos Flying Antelopes em 2013, foi emprestado ao Rennes, chegando inclusive a jogar no time reserva.
Contratado pelo Mamelodi Sundowns em fevereiro de 2014, Uzoenyi foi emprestado novamente, agora para o Enugu Rangers, de onde seria devolvido ao clube sul-africano em junho.

## Seleção
Uzoenyi fez sua estreia pela Seleção Nigeriana em 2012. Fez parte do elenco que disputou (e ganhou) a Copa das Nações Africanas de 2013, mas não foi lembrado para a Copa das Confederações do mesmo ano.
Incluído na pré-lista de Stephen Keshi para a Copa de 2014, acabou sendo cortado da relação final, mas com a lesão de Uwa Elderson Echiéjilé, o meia acabou sendo convocado.

## Títulos
Nigéria
- Campeonato Africano das Nações: 2013